# Methanohalophilus
En taxonomía, Methanohalophilus es un género dentro de Methanosarcinaceae.
Estas especies son estrictamente anaerobias y viven exclusivamente mediante la producción de metano, y usan compuestos de metilo como sustratos. El género Methanohalophilus contiene tres especies moderadamente halófilas, Methanohalophilus mahii aislado en el Gran Lago Salado en Utah en los Estados Unidos, Methanohalophilus halophilus aislado en la Bahía Shark en Australia, y Methanohalophilus portucalensis aislado en una salina en Portugal. También contiene Methanohalophilus oregonese, que es alcalofılica.

## Otras lecturas

### Revistas científicas
- Katayama, Taiki; Yoshioka, Hideyoshi; Mochimaru, Hanako. Methanohalophilus levihalophilus sp. nov., a slightly halophilic, methylotrophic methanogen isolated from natural gas-bearing deep aquifers, and emended description of the genus Methanohalophilus. International Journal of Systematic and Evolutionary Microbiology. PMID 24670897. doi:10.1099/ijs.0.063677-0.
- Springer E; Sachs MS; Woese CR; Boone DR (1995). «Partial gene sequences for the A subunit of methyl-coenzyme M reductase (mcrI) as a phylogenetic tool for the family Methanosarcinaceae». Int. J. Syst. Bacteriol. 45 (3): 554-559. PMID 8590683. doi:10.1099/00207713-45-3-554.
- Paterek JR; Smith PH (1988). «Methanohalophilus mahii gen. nov., sp. nov., a methylotrophic halophilic methanogen». Int. J. Syst. Bacteriol. 38: 122-123. doi:10.1099/00207713-38-1-122.
- Sowers KR; Johnson JL; Ferry JG (1984). «Phylogenic relationships among the methylotrophic methane-producing bacteria and emendation of the family Methanosarcinaceae». Int. J. Syst. Bacteriol. 34: 444-450. doi:10.1099/00207713-34-4-444.
- Balch WE; Fox GE; Magrum LJ; Woses CR et al. (1979). «Methanogens: reevaluation of a unique biological group». Microbiol. Rev. 43 (2): 260-296. PMC 281474. PMID 390357.
- Buchanan, RE (1960). «Chemical terminology and microbiological nomenclature». Int. Bull. Bacteriol. Nomencl. Taxon. 10: 16-22. doi:10.1099/0096266X-10-1-16.
- Spring S; Scheuner C; Lapidus A (2010). «The genome sequence of Methanohalophilus mahii SLP(T) reveals differences in the energy metabolism among members of the Methanosarcinaceae inhabiting freshwater and saline environments». Archaea 2010: 690737. PMC 3017947. PMID 21234345. doi:10.1155/2010/690737.

### Libros científicos
- Boone, DR (2001). «Genus IV. Methanohalophilus Paterek and Smith 1988, 122VP».  En DR Boone; RW Castenholz, eds. Bergey's Manual of Systematic Bacteriology Volume 1: The Archaea and the deeply branching and phototrophic Bacteria (2nd edición). New York: Springer Verlag. ISBN 978-0-387-98771-2.

### Bases de datos científicos
- PubMed
- PubMed Central
- Google Scholar